# Outarelo (Monforte de Lemos)
Outarelo (llamada oficialmente Outorelo) es una aldea española situada en la parroquia de Bascós, del municipio de Monforte de Lemos, en la provincia de Lugo, Galicia.

## Localización
Se encuentra a una altitud de 390 metros sobre el nivel del mar, al sur de la carretera N-120.

## Demografía
| Gráfica de evolución demográfica de Outarelo entre 2000 y 2020 |
|                                                                |
| Datos según el nomenclátor publicado por el INE.               |